# São Vicente (Palauã)
São Vicente (em castelhano: San Vicente) é um município de primeira classe de renda municipal (d) na província de Palauã, nas Filipinas. De acordo com o censo de 1 de maio  de  2020 possui uma população de 33 507 pessoas e 8 388 domicílios.